# ココジャパン
株式会社ココジャパンは、日本の芸能事務所。
2022年12月に所属タレントである藤田富、松崎悠希が代表取締役社長の諏訪幸治の急逝を報告している。2024年2月現在、ホームページはリンク切れとなっている。

## 所属タレント
男優
- 藤田富
- ノブ
- 松崎悠希

女優
- 沢田美佳
- 赤沼葵
- 二葉心音
- コマチ
- 濱田ここね

アーティスト
- ばんばん
- 米良美一（業務提携）

モデル
- スノー
- アッシュ
- ぽてさら　(ペットモデル)

スペシャリスト
- 佐野優

VTuber
- バンバン・スターライト・ヘリオス・ニーニー・エターニア
- 酒鬼鬼子
- 酒鬼麗

## 所属していたタレント
女優
- 麻木玲那